# Paliak Islands
Paliak Islands är öar i Kanada.   De ligger i territoriet Nunavut, i den östra delen av landet, 2 400 km norr om huvudstaden Ottawa. Arean är 6,2 kvadratkilometer.
Terrängen på Paliak Islands är mycket platt. Öns högsta punkt är 46 meter över havet. Den sträcker sig 3,1 kilometer i nord-sydlig riktning, och 4,6 kilometer i öst-västlig riktning.